# Bunai csata
A bunai csata a második világháború egyik ütközete volt 1942. november 19. és 1943. január 2. között Pápuán a szövetséges csapatok és a japánok között. Ez volt az első alkalom, hogy a szövetségeseknek erős védelmi vonalakból kellett kivetniük a japánokat. A harcok tapasztalata, hogy nehézfegyverek és harckocsik nélkül ez szinte lehetetlen, meghatározó volt a szövetséges hadvezetés számára a későbbiekben.

## A hídfő

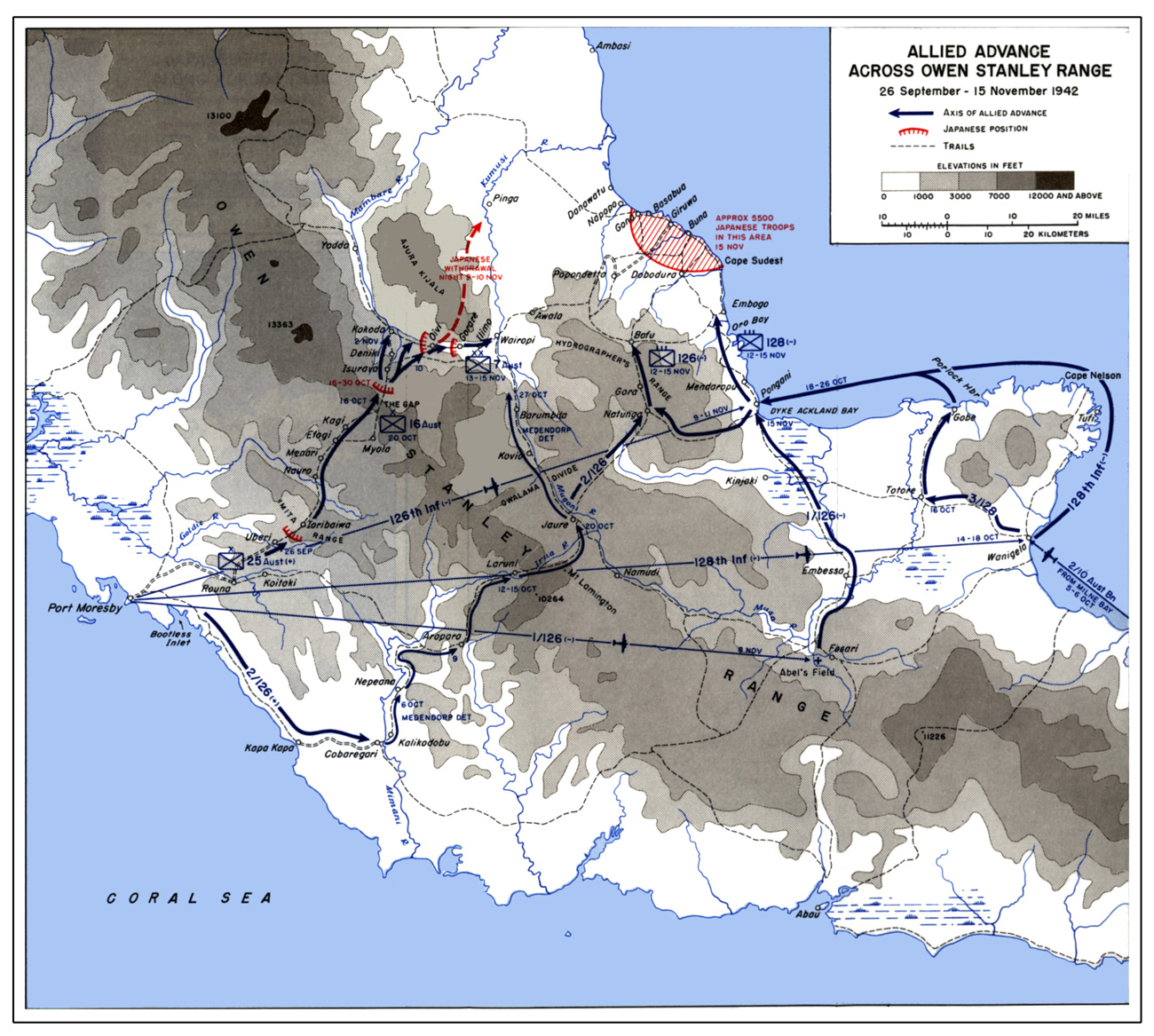
A fekete vonalak jelzik a szövetségesek felvonulását a piros satírozással jelölt japán hídfők ellen. A szaggatott vörös vonal a japán csapatmozgásokat mutatja

A japánok 1941. július 21-én partra szálltak Gonánál, majd Bunánál és Sananandánál is hídfőt hoztak létre, hogy azok kiinduló pontjai legyenek az ausztrálok által ellenőrzött Port Moresby és az oda vezető Kokoda ösvény elleni offenzívának. A japánoknak 45 kilométerre sikerült is megközelíteniük Port Moresbyt, amikor az ausztrál ellentámadás visszavetette őket.
Miközben az ausztrálok a dzsungelen átvezető ösvényért harcoltak, Douglas MacArthur tábornok saját ellentámadását készítette elő. Az amerikai csapatok átkeltek az Owen Stanley-hegységen a Kokoda ösvénytől keletre található hágókon, és új leszállópályákat vágtak az erdőkben. Más csapatok a Milne-öböl partján haladtak előre a japán állások felé. November közepére a szövetségesek készen álltak arra, hogy megindítsák a támadást a japán hídfők ellen.
A Bunánál kiépített hídfő nagyjából négy és fél kilométer széles volt. Nyugati csücskén, közel a Girau-folyóhoz feküdt Buna falu. A Buna missziótól az Entrance-patak választotta el. A missziótól keletre a kertek (Goverment Gardens) terültek el, amelyet mocsaras területek követtek. Ezek a mocsarak az ár-apály változásnak megfelelően értek bokáig, vagy nyakig, így rettentő nehézzé tették a haladást, illetve behatárolták az egyes offenzívák idejét. A keleti részen két repülőtér – angol nevükön az Old Strip és a New Strip – helyezkedett el. Mögöttük a Duropa ültetvény, majd a part terült el.
A japán védelem a keleti és nyugati végen volt a legerősebb. A vonal nyugati végénél feküdt a Háromszög nevű terület, ahonnan ösvények futottak Buna faluba és a misszióba. A keleti oldalon két útvonal vezetett a hídfő területére: az egyik a parton, a másik a két repülőtér között. A japánok a kifutópályák északi végén építették ki fő védelmi vonalukat, ahonnan kiválóan ráláttak a környező mezőkre.
A japán mérnökök és utászalakulatok néhány héttel a hídfőcsata kezdete előtt kiépítették a védelmi vonalat, amely remekül alkalmazkodott a terület adottságaihoz. Bunkerek, lövészállások tucatjait alakították ki, amelyeket bonyolult, labirintusszerű árokrendszer kötött össze. A bunkerek az összes megközelítési útvonalat lőni tudták, és szükség esetén egymást is ki tudták segíteni. A védelmi pozíciókat úgy álcázták, hogy teljesen belesimuljanak környezetükbe.
A csata kezdetén 2500 katona védte a bunai hídfőt, közülük ezren frissen érkeztek a helyszínre bárkákon Basabuából. Parancsnokuk Jokusze Jokojama ezredes volt, akinek a hídfő keleti végén volt a főhadiszállása, míg a nyugati véget Jositacsu Jaszuda százados védte.

## Körülmények

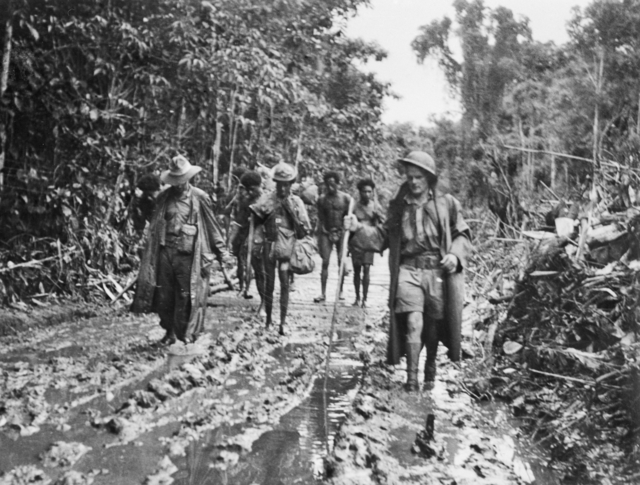
Esőtől sáros ösvény

A terület alkalmatlan volt hagyományos katonai manőverek végrehajtására. Hatalmas mocsarak és áthatolhatatlanul sűrű erdők értek egymásba. A száraz területeken olykor a kétméteres magasságot is elérő fű nőtt, és a hőmérséklet a növények között gyakran az 50 Celsius-fokot is elérte. A dzsungelben és a magas fűben haladó katonák nem tudtak kommunikálni, így az egységek könnyen elszakadtak egymástól és eltévedtek. Ráadásul a japán mesterlövészek vadásztak a katonákat összetartó tisztekre, akik kimagaslóan nagy arányban haltak meg. A rádiók többsége nem működött a szélsőséges időjárásban, így az üzeneteket, parancsokat futárok vitték.
A hadművelet a nedves évszakban indult, így rendszeresek voltak a felhőszakadások. A hőségben a páratartalom elviselhetetlenül nagy volt. Semmi nem maradt szárazon, a lövészállások, árkok alján többcentis víz állt. A szigeten nem volt infrastruktúra, a legszélesebb ösvények is nagyon keskenyek voltak. Ez különösen nehézzé tette a felszerelések, fegyverek, lőszerek eljuttatását a frontra. A szövetségeseket bennszülött teherhordók is segítették az előrenyomulásban. A zátonyok és a sekély víz miatt a part menti hajózás nagyon nehéz volt, és a bárkák könnyű célpontok voltak a repülőgépek számára.
Különösen megnehezítették a harcoló felek dolgát a trópusi betegségek, jóval többen fertőződtek meg, mint amennyivel a stratégiai tervezők előzetesen számoltak. A legnagyobb fenyegetés a malária volt, de gyakori volt a vérhas és a tífusz is. A becslések szerint a harcokban részt vevő szövetséges katonák 85-95 százaléka megkapta a maláriát. Mivel egyik oldalon sem érkezett komoly erősítés, a beteg katonák kénytelenek voltak akár 40 fokos lázzal is a tűzvonalban maradni. A japánok közül 20-30 halt meg naponta a bunai kórházban, mivel nem volt elég gyógyszer és kötszer az ellátásukhoz.

## Terv és valóság

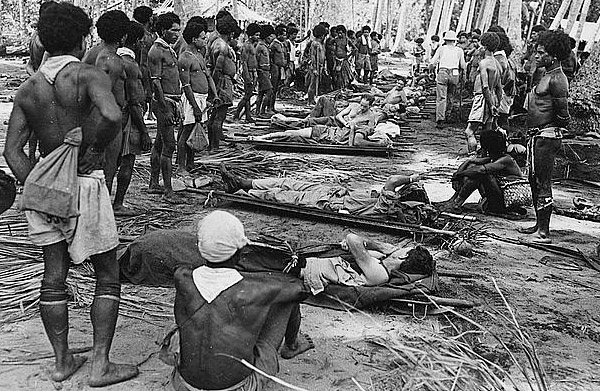
Pápua bennszülöttek készülnek elszállítani a sebesült amerikaiakat

Az amerikaiak azt tervezték, hogy a 128. gyalogezred 1. és 3. zászlóaljából álló Warren Force a part mentén támad, míg a 126-os gyalogosok Buna falut és a missziót ostromolják meg. November 19-én megváltoztatták a terveket, amikor a 126-osokat átvezényelték ausztrál parancsnokság alá a sananandai hídfő ostromához. Edwin F. Harding tábornok így kénytelen volt saját tartalékát, a 128-as gyalogezred 2. zászlóaljat, majd a 126-osok 2. zászlóalját a falu ellen vezényelni. Ezekből a csapatokból alakították ki az Urbana Force-t.
A szövetséges csapatokra óriási nyomás nehezedett saját feljebbvalóik részéről is, ugyanis Douglas MacArthur azt akarta, hogy katonái felvegyék a versenyt a Guadalcanalnál harcoló tengerészgyalogosokkal. A tábornok ezért, tekintet nélkül a körülményekre, gyors sikert követelt. Annak ellenére, hogy Port Moresbyben, a hídfőktől mindössze 60 kilométerre tartózkodott, egyszer sem látogatott el az ütközetek helyszínére, hogy első kézből tájékozódjon. MacArthur több utasításban is jelezte: „bármilyen áron”, teljesíteni kell a célkitűzéseket.
Amikor kinevezte Robert Eichelberger tábornokot a harcokat addig irányító Harding helyére, a következőket mondta neki: „Azt akarom öntől, hogy távolítsa el az összes tisztet, aki nem akar harcolni. Mentse fel az ezred- és zászlóaljparancsnokot, ha szükséges, és nevezzen ki őrmestereket a zászlóaljak, és tizedeseket a századok élére; bárkit, aki kész harcolni. A gyorsaság létfontosságú, a japcsik bármelyik éjszaka partra tehetik az erősítést. Az akarom, hogy vegye be Bunát, vagy ne jöjjön vissza élve!”

## Warren front

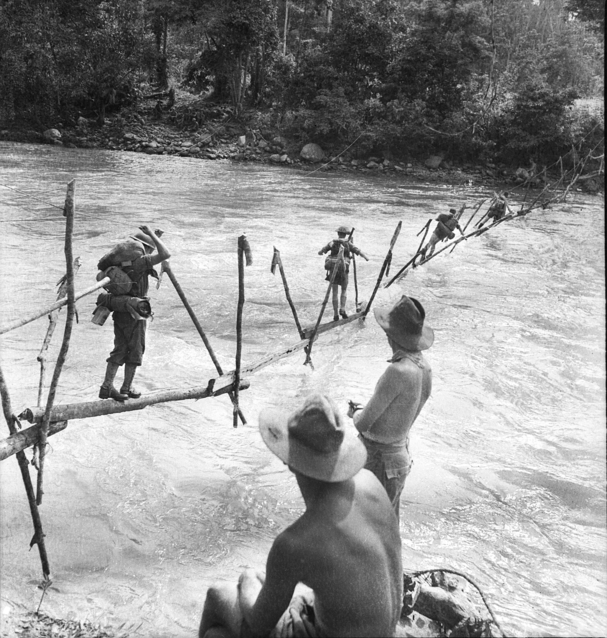
Ausztrál katonák kelnek át egy folyón útban Buna felé

A Warren Force súlyos veszteségeket szenvedett még a támadás előtt, ugyanis november 16-án japán repülőgépek elsüllyesztették az élelmiszert és hadi felszerelést szállító hajójukat, majd a következő két napban hasonló sorsra jutott az egység megmaradt három parti vizekre tervezett hajója is. A veszteségek miatt a katonák kénytelenek voltak súlyos ellátási hiányosságok mellett megindítani offenzívájukat.
Az 1. zászlóalj a part mentén, a 3. a két repülőtér közötti területen indította első támadását a japán védelmi vonalak ellen. Az akció a lezúduló trópusi esőben nem volt sikeres, egyik zászlóalj sem ért el érdemi előrehaladást. A legtöbb katona először volt csatában, és úgy tudták, kis létszámú, kiéhezett ellenség ellen indulnak harcba, de ehelyett 800 frissen átcsoportosított japán katona várta őket. A helyzet egész novemberben nem változott, és Harding tábornok felismerte, hogy harckocsik nélkül nem tud áttörni.
A Milne-öbölből indított bárka azonban, amely három tankot hozott a hídfőhöz, elsüllyedt. A lassú előrehaladásról és a katonák gyenge ellátmányáról szóló hírek arra késztették MacArthurt, hogy november 30-án Robert Eichelberger tábornokot nevezze ki a bunai amerikai csapatok parancsnokának.

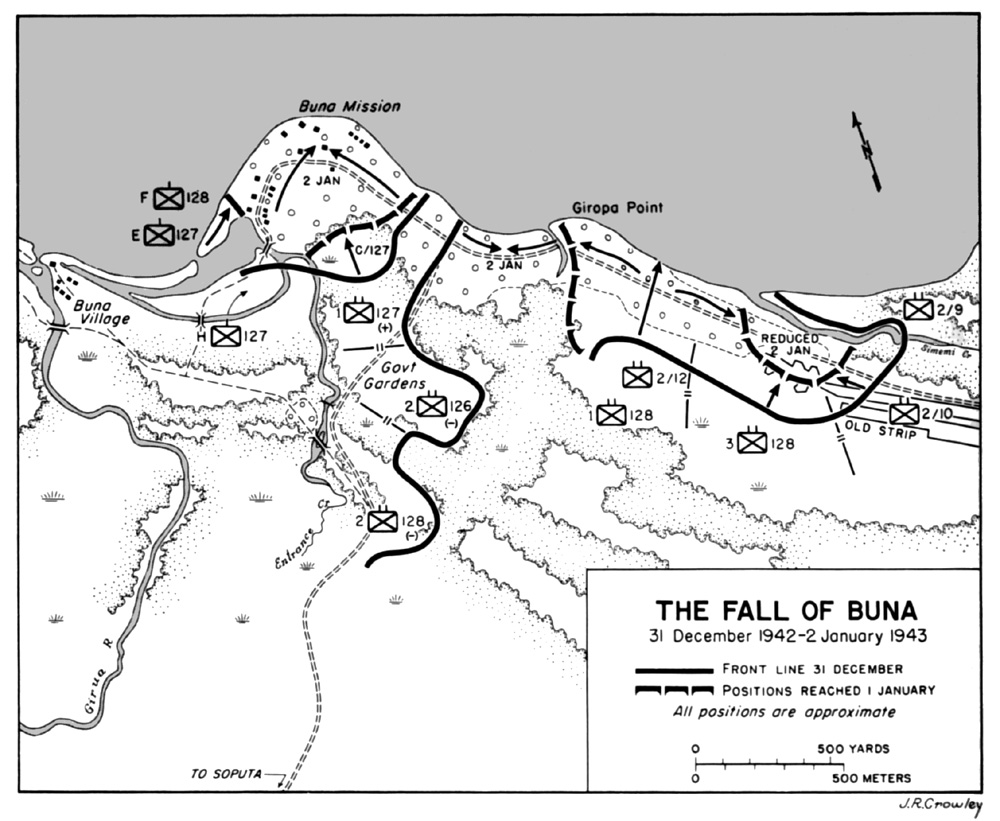
A szövetségesek előrenyomulását mutató térkép

December 2-án Eichelberger megbeszélést tartott tisztjeivel, és úgy döntött, hogy Albert W. Waldron tábornokot nevezi ki Harding helyére. Több más magas rangú tisztet is leváltott. December 3-án öt ausztrál, Bren géppuskával felszerelt páncélozott jármű érkezett a Porlock kikötőbe, és két nap múlva be is vetették őket. Húsz percen belül a japánok mind az ötöt kilőtték. December 7-én megérkeztek az első ausztrál egységek, és Eichelberger vezetőjüket, George F. Woottent nevezte ki a Warren Force parancsnokának. Az ausztráloknak nyolc tankjuk volt, amelyek december 15-én elfoglalták pozíciójukat.
December 18-án az ausztrálok megindították első offenzívájukat. A Stuart harckocsik megváltoztatták a harc képét, és a szövetségesek alig egy óra alatt komoly előrenyomulást hajtottak végre. A japánok ugyan hevesen ellenálltak, de kénytelenek voltak folyamatosan hátrálni. December 20-ára a szövetségesek elérték az Új repülőtér (New Strip) nyugati végét, a parton pedig a Strip-pontot, és északról fenyegették a Régi repülőteret (Old Strip). December 23-án elérték a Régi repülőtér keleti végét, és a létesítmény december 31-én elesett. A japánok egy keskeny parti sávra szorultak vissza.
A végső támadást 11 harckocsi és tüzérségi tűz segítette. Először a japán védelmi vonal nyugati állásai ellen indult offenzíva, majd amikor a szövetségesek elérték a partot, keletre fordultak. Január 1-jén a szervezett japán ellenállás véget ért. Másnap a Warren Force és az Urbana Force találkozott.

## Urbana front

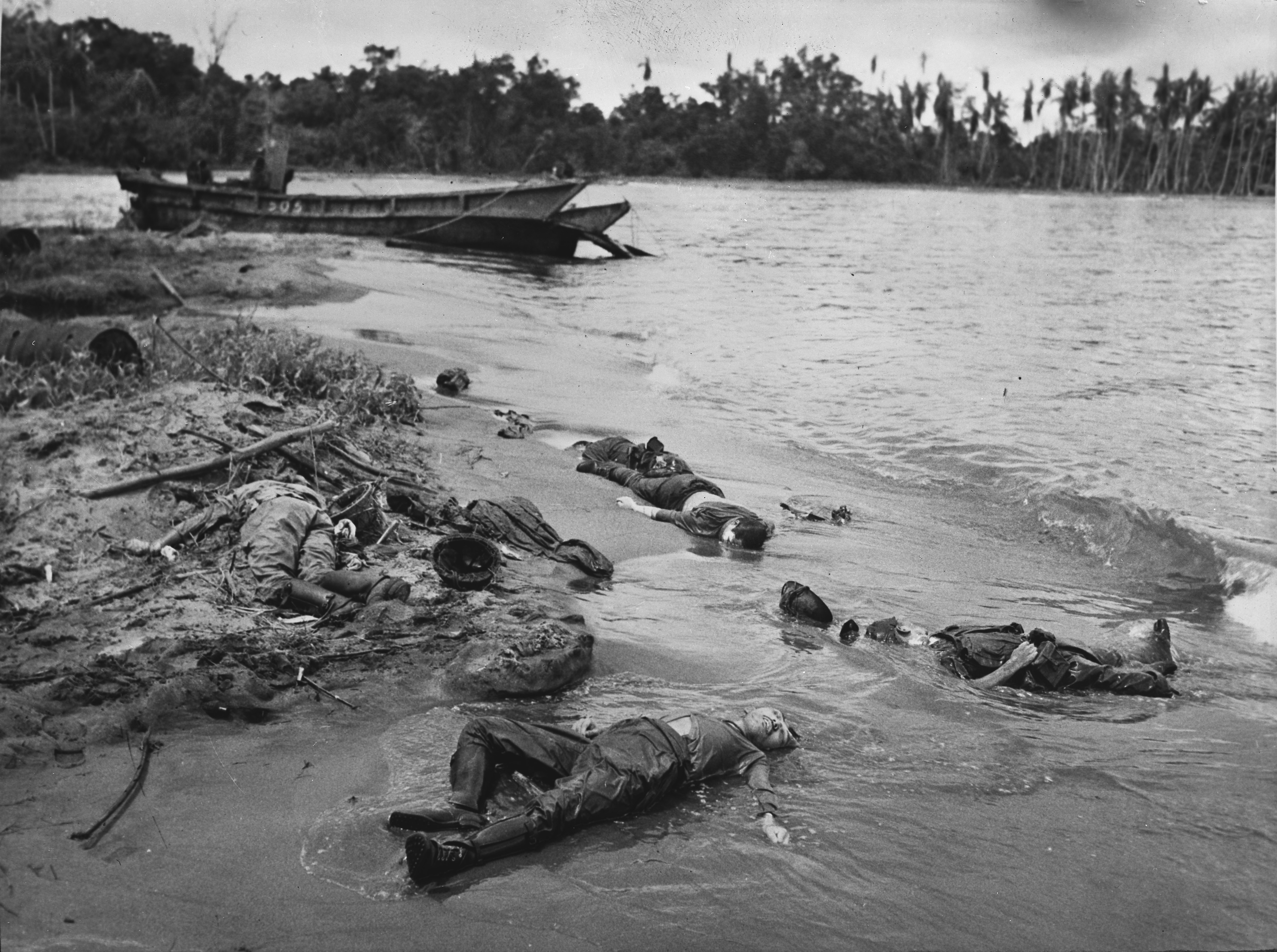
Halott japán katonák a Buna misszió közelében

A nyugati oldalt a támadó zászlóaljnál kétszer nagyobb japán erő védte, amely nagyon erős pozíciót foglalt el. Az amerikaiak november 21-én reggel lendültek akcióba, és 13.30 órakor kerültek harcérintkezésbe a japánokkal. Hamar kiderült, hogy a japánok nagyon jól védett állásokat birtokolnak az ösvény mentén, ezért az amerikaiakat vezető Smith ezredes megpróbálta átkarolni őket, valamint erősítést kért.
A 126. gyalogezred 2. zászlóalja november 23-án érkezett a helyszínre. A két egységből alakult Urbana Force először november 24-én indított közös akciót a Háromszög elnevezésű terület ellen. Szerencsétlenségükre a támogató légitámadás rossz célpontokat, köztük az amerikai parancsnokságot semmisítette meg. Három irányból támadtak, de mindegyik kudarcot vallott.
November 27-én az Urbana Force új parancsnokot kapott John W. Mott ezredes személyében. December 2-án Eichelberger a helyszínen szemlélte meg a támadást, és mivel elégedetlen volt az akció irányításával, leváltotta Mott ezredest, akit John E. Grose ezredes váltott. December 3-án B–25-ös bombázók támadták Buna falut, majd mozgásba lendült a gyalogság. Bár bátran harcoltak, mégsem jutottak előre, hiába vette át a csata irányítását Eichelberger tábornok. Az egyetlen komoly sikert egy szakasz érte el, amely nyugat helyett északi irányban haladt, és sikerült a falu és a misszió között a tengerpartig verekednie magát.
December 7-én a japánok ellentámadást indítottak, de visszaverték őket, majd egy sikertelen amerikai akció indult Buna falu ellen. Ezek a támadások december 13-áig folytatódtak, amíg a helyőrség utolsó száz védője a heves bombázás miatt vissza nem vonult Giruwába. Másnap az amerikaiak ellenállás nélkül elfoglalták a falut. A következő célpont a Kókusz-erdő volt, az utolsó japán erősség az Entrance-pataktól nyugatra. A védelmi pozíció két nap harc után esett el. Ezután a misszió ellen indultak az amerikai erők, amelyet január 2-án foglaltak el. Addig az amerikaiak lépésről lépésre haladtak előre, sorban elfoglalva a japán állásokat. A japán katonák egy része megpróbált eljutni a Sanandana hídfőhöz, a két rangidős parancsnok, Tamamoto ezredes és Taszuda százados pedig rituális öngyilkosságot követett el.

## Következmények
A következő napokban még folytatódtak a harcok a japán ellenállás teljes felszámolásáig. A veszteségek mindkét oldalon nagyok voltak. Az amerikaiak közül 620 meghalt, 2065 megsebesült, 132 eltűnt, míg a japánok 1400 embert vesztettek. A Bunánál, Gonánál és Sananandánál vívott csaták voltak az első olyan ütközetek, amikor a szövetségeseknek a jól kiépített védelmi állásokban harcoló japánok ellenállását kellett megtörniük. Kiderült, hogy nehézfegyverek és megfelelő légi előkészítés nélkül ez szinte lehetetlen. A hadjárat előtt a szövetségesek még úgy gondolták, hogy a tüzérséget és a harckocsikat nem lehet a dzsungelben használni, mire befejeződtek a csaták, tudták, ezek elengedhetetlenek a sikerhez.